# Solokpandan
Solokpandan is een bestuurslaag in het regentschap Cianjur van de provincie West-Java, Indonesië. Solokpandan telt 12.154 inwoners (volkstelling 2010).